# Bodza
Bodza es un municipio del distrito de Komárno en la región de Nitra, Eslovaquia, con una población estimada a final del año 2024 de 372 habitantes.
Se encuentra ubicado al suroeste de la región, cerca de los ríos Danubio y Váh, y de la frontera con Hungría.

## Demografía
| Año        | 1994 | 2004    | 2014    | 2024 |
| ---------- | ---- | ------- | ------- | ---- |
| Población  | 341  | 355     | 372     | 372  |
| Diferencia |      | +4,10 % | +4,78 % | +0 % |

| Año        | 2023 | 2024 |
| ---------- | ---- | ---- |
| Población  | 372  | 372  |
| Diferencia |      | +0 % |